# Luckner Cambronne
Luckner Cambronne (30 de octubre de 1930 - 24 de septiembre de 2006) fue un político haitiano de gran influencia que trabajó para la dictadura de François Duvalier. 

## Trayectoria
Nació en un hogar humilde. Su padre era un pobre predicador, y antes de comenzar su carrera política, trabajó algún tiempo como cajero bancario. Gracias a su relación con el dictador François Duvalier, la vida de Cambronne cambio enormemente, llegando a convertirse en el segundo hombre con más poder en el país.
Comenzó su carrera dentro del régimen como mensajero personal de Duvalier. Gracias a su reputación de persona cruel y despiadada, fue ascendiendo de posición, hasta que Duvalier lo nombró Ministro del Interior y Defensa Nacional de Haití.
Cambronne se convirtió en el segundo hombre con más poder después de Duvalier y jefe de la temida guardia personal del dictador, los infames Tonton Macoutes.   La gestión de Cambronne se caracterizó por el desfalco, utilizando fondos públicos para sus negocios y empresas personales. Como jefe de los Tonton Macoutes, Cambronne dirigió una campaña de terrorismo de Estado contra toda  oposición, amenazando, atacando, asesinando y "desapareciendo" opositores políticos.
Fue conocido como el "Vampiro del Caribe" por sacar provecho de la venta de sangre y cadáveres de haitianos  para usos médicos. La oposición acusó a Cambronne y a sus fuerzas de matar personas previamente seleccionadas para proporcionar cuerpos para tales ventas.
Cambronne fue accionista de la empresa de Hemo-Caribbean, un centro de plasma en Puerto Príncipe que operó de 1971 a 1972 y que tenía unos estándares de higiene muy deficientes. Un artículo del New York Times de 1972 informó que Hemo-Caribbean exportaba 1,600 galones de plasma a los Estados Unidos al mes. Sin una acción preventiva adecuada, las enfermedades se pueden transferir fácilmente de un donante a otro mediante la reutilización de los tubos de sangre. El libro El Origen del SIDA de Jacques Pépin sostiene que Hemo-Caribbean fue un importante "amplificador" de la crisis del VIH/SIDA, que, según él, probablemente pasó de África a Haití a través de un solo portador alrededor de 1966.
Después de la muerte de François Duvalier en 1971, se dijo que Cambronne estaba interesado en convertirse en primer ministro bajo su hijo y sucesor, Jean-Claude Duvalier. La madre de Jean-Claude, Simone Duvalier, estropeó los planes de Cambronne, e insistió en que fuera enviado al exilio.
Cambronne se mudó a Miami, Florida, EE. UU, en 1972. Allí murió en el exilio, el 24 de septiembre de 2006.